# Bertha, Minnesota
Bertha là một thành phố thuộc quận Todd, tiểu bang Minnesota, Hoa Kỳ. Năm 2010, dân số của thành phố này là 497 người.

## Dân số
- Dân số năm 2000: 470 người.
- Dân số năm 2010: 497 người.